# نورمان ماكليود
نورمان ماكليود هو لاعب كرة قدم كندي في مركز نصف الجناح، ولد في 1 سبتمبر 1938 في فانكوفر في كندا. شارك مع منتخب كندا لكرة القدم.